# حرب المدارس الأولى

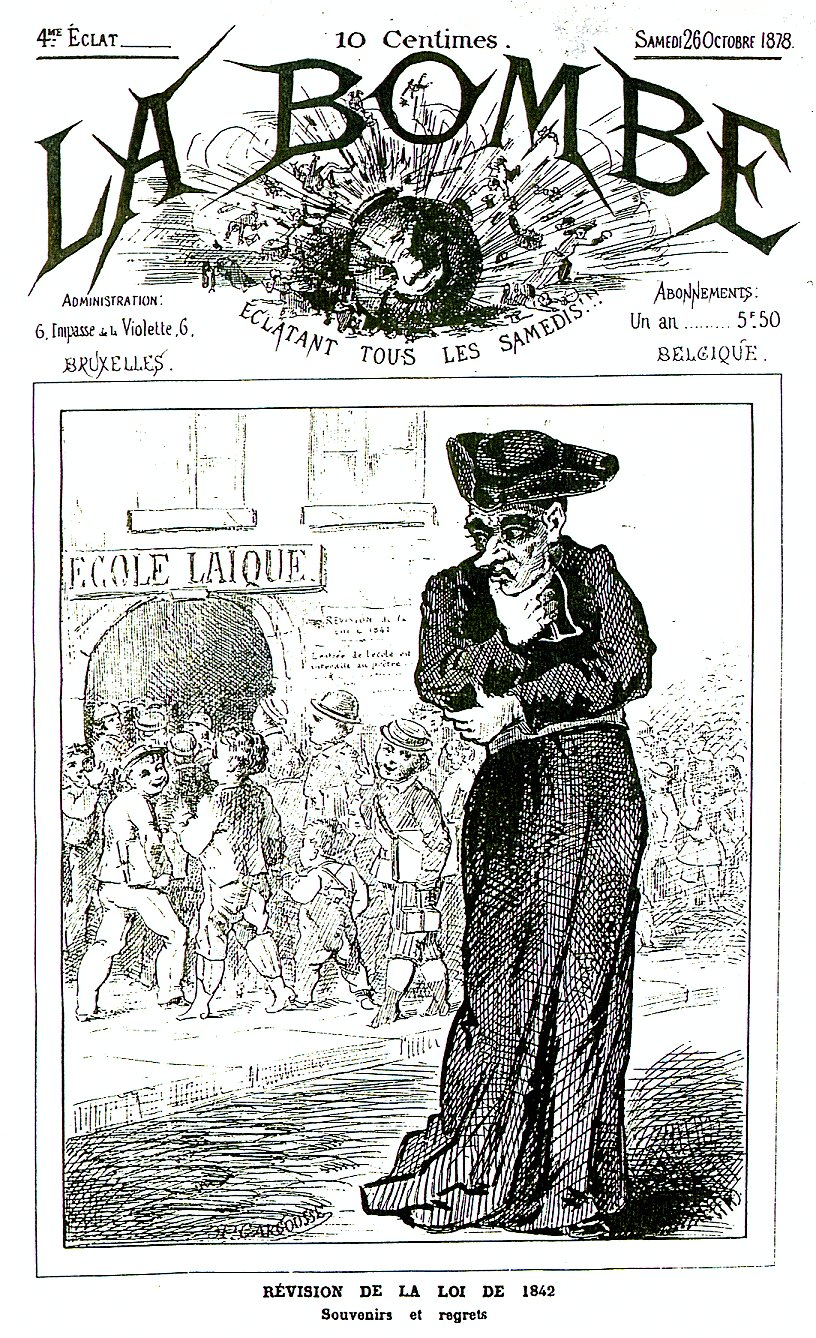
غلاف المجلة الساخرة La Bombe بتاريخ 26 أكتوبر عام 1878، الذي يصور الصراع.

حرب المدارس الأولى (بالفرنسية: Première guerre scolaire)‏ كانت أزمة سياسية في بلجيكا حول إشكالية الدين في التعليم. وحرب المدارس تظهر مؤشر الصراع بين الحزب الكاثوليكي المحافظ والحزب الليبرالي العلماني. واستمرت الحرب من عام 1879 حتى 1884 وأسفرت عن فترة من الهيمنة السياسية الكاثوليكية لمدة خمسين عامًا تقريبًا. وتبعتها حرب المدارس الثانية خلال الفترة من عام 1950 إلى 1959.

## الأزمة
في 1 يونيو عام 1879، نجح الليبراليون بقيادة فرير-اوربان في تمرير قانون التعليم الذي كان ينص على علمانية التعليم الأساسي. في القرون السابقة، كان التعليم يخضع لهيمنة الكنيسة. وكان فرير-اوربان، الذي كان يُعرف جيدًا بمعتقداته المعادية لرجال الدين، يُلقب باسم Papenvreter (أو «العاض البابوي»). وكان يتعين تمويل المدارس «المحايدة» الجديدة من قِبل الجماعات المحلية بمساعدة من الحكومة الوطنية، في حين كانت المدارس الكاثوليكية لا تتلقى أي دعم على الإطلاق. وبحلول عام 1883، تم افتتاح 3,885 مدرسة علمانية في جميع أنحاء البلاد، ومع ذلك ارتفع الحضور في المدارس الكاثوليكية من 13% إلى أكثر من 60%.
وامتدت المشاكل الدينية أيضًا إلى التعليم الجامعي، حيث تنافست جامعات علمانية مثل جامعة بروكسل الحرة مع جامعات كاثوليكية مثل جامعة لوفان الكاثوليكية.

## التراث
أعادت المقاومة للتشريعات الليبرالية المناهضة للكاثوليكية الحياة للحزب الكاثوليكي، الأمر الذي أدى إلى إعادة انتخاب الحزب تحت قيادة تشارلز فويشت في عام 1880 وهي تمثل بداية فترة الحكم المتواصل تقريبًا للحزب الكاثوليكي حتى عام 1917. في عام 1884، نص قانون التعليم الجديد على تقديم الدعم الحكومي للمدارس الدينية وفي 1895، أصبح التعليم الديني إجباريًا في جميع المدارس.

## كتابات أخرى
- Pierce، Julian (ديسمبر 1921). "The School Question in Belgium". The Elementary School Journal. ج. 22 ع. 4: 290–297. مؤرشف من الأصل في 2018-08-13. اطلع عليه بتاريخ 2012-12-15.